# الجيش الملكي العراقي
الجيش الملكي العراقي هو جيش المملكة العراقية الهاشمية (1921-1958) أسس يوم 6 يناير 1921 على يد القائد العربي في الجيش العثماني الفريق أول جعفر باشا. والذي ابتدأ بفوج موسى الكاظم والذي تولى جعفر باشا قيادته فيما أصبح الفريق نوري باشا السعيد أول قائد أركان للجيش وشارك في الصراع العربي الإسرائيلي ومن أشهر معاركه تحرير مدينة جنين بقيادة اللواء الركن عمر علي. كما قام الجيش بأول محاولة انقلاب ناجحة في الوطن العربي عام 1936 بقيادة بكر صدقي فيما عرف بانقلاب بكر صدقي.

## تاريخ

### فوج موسى الكاظم
أجبرت ثورة العشرين بريطانيا على تشكيل أول حكومة عراقية وطنية، برئاسة نقيب الأشراف عبد الرحمن الكيلاني، وكان على جدول أعمال هذه الحكومة تكوين نواة الجيش العراقي فتأسس فوج موسى الكاظم بقيادة الفريق جعفر باشا، وكان الفوج يعتمد على التطوع، لكن لم يتأسس الجيش بكل رسمي إلا بعد تتويج الملك فيصل الأول.

### التأسيس
تشكل الجيش العراقي بإصدار الملك فيصل الأول قانوناً عرف بـ(منشور الجيش العراقي لسنة 1921)، يشرع من خلاله عمل الجيش، حيث تشكلت الفرقتان الأولى والثانية من صنف المشاة في الديوانية وفي كركوك.
ولم تتشكل القوتان البحرية والجوية إلا بعد نيل العراق استقلاله عن بريطانيا عام 1931 و1932.
قامت الفرقة الثانية من الجيش العراقي بأول انقلاب في التاريخ العربي الحديث عام 1936، في ما عرف لاحقاً بحركة بكر صدقي التي أدت إلى حل حكومة طه الهاشمي وتنصيب حكومة موالية للجيش بقيادة حكمت سليمان والتي لم تدم طويلاً.

## الحرب العالمية الثانية
قاتل الجيش العراقي في الحرب العالمية الثانية إلى جانب الطرفين، حيث التزم العراق الحياد خلال الحرب حتى قام رشيد عالي الكيلاني بالانقلاب على الحكومة بايعاز من أدولف هتلر وبمساندة ما يعرف بالمربع الذهبي، ثم أعلن الكيلاني القتال إلى جانب ألمانيا في الحرب فأعلنت بريطانيا الحرب على العراق وبدأت الحرب الأنجلو-عراقية والتي تسببت بعودة الأحتلال البريطاني للبلاد وهروب الكيلاني إلى ألمانيا النازية، فعاد العراق ليعلن مساندة بريطانيا في الحرب.

## رتب الجيش الملكي العراقي

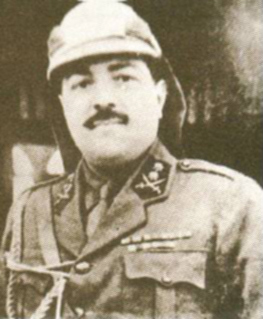
جعفر العسكري مرتدياً شارة رتبة الفريق

### 1921[10]
| عميد | فريق | أمير لواء | زعيم | عقيد | مقدم | رئيس أول | رئيس | ملازم أول | ملازم ثاني |
| ---- | ---- | --------- | ---- | ---- | ---- | -------- | ---- | --------- | ---------- |
|      |      |           |      |      |      |          |      |           |            |

### 1921-1942[10]
| شارة ضباط الاركان(مع كل رتبة) | مشير | عميد | فريق | أمير لواء | زعيم | عقيد | مقدم | رئيس أول | رئيس | ملازم أول | ملازم |
| ----------------------------- | ---- | ---- | ---- | --------- | ---- | ---- | ---- | -------- | ---- | --------- | ----- |
|                               |      |      |      |           |      |      |      |          |      |           |       |

### 1942-1958[10]
| شارة ضباط الأركان (مع كل رتبة) | مشير | عميد | فريق | لواء | زعيم | عقيد | مقدم | رئيس أول | رئيس | ملازم أول | ملازم |
| ------------------------------ | ---- | ---- | ---- | ---- | ---- | ---- | ---- | -------- | ---- | --------- | ----- |
|                                |      |      |      |      |      |      |      |          |      |           |       |

رتب الجنود وضباط الصف:
| نائب ضابط | رئيس عرفاء | عريف | نائب عريف | جندي أول |
| --------- | ---------- | ---- | --------- | -------- |
|           |            |      |           |          |